# Ковалёв, Анатолий Васильевич
Анатолий Васильевич Ковалёв (1924—1943) — подпольщик Великой Отечественной войны, участник антифашистской комсомольской организации «Молодая Гвардия» из города Краснодона.

## Биография
Анатолий Ковалёв родился 3 мая 1924 года в станице Митякинской, Тарасовского района, Ростовской области, в семье рабочего. В 1930 году семья Ковалёвых переехала в Краснодонский район, а в 1934 году родители переехали в город Краснодон. Анатолий учился в школе № 4 имени Ворошилова, с 12 лет начал усиленно заниматься спортом (регулярные занятия спортом в итоге сказались на хорошем физическом развитии юноши). Перед войной Анатолий вступил в комсомол и поступил на работу в колхоз «Труд горняка», продолжая учёбу в вечерней школе.

## Великая Отечественная война
В 1940 году Анатолий едет в город Миллерово на медицинскую комиссию, чтобы поступить в лётную школу, но принят в неё не был. После начала войны, Анатолий неоднократно обращался в военкомат с просьбой направить его на фронт. С приходом оккупантов в Краснодон, по заданию штаба «Молодой гвардии», он устроился в полицию. Работая в полиции, выполнял ряд особо-важных боевых поручений штаба. Однако вскоре из полиции его выгнали (заподозрив в неблагонадёжности), за «недисциплинированность». Чтобы избежать отправки в Германию, устроился на работу в клуб имени А. М. Горького и руководил там группой акробатов.
Арестованный в 2 часа ночи с 28 января на 29 января 1943 года, Анатолий бежал из-под расстрела 31 января 1943 года, когда его вместе с другими молодогвардейцами везли к шурфу шахты № 5. Уходя от преследования, был ранен, несколько дней скрывался в Краснодонском районе. Опасаясь дальнейших преследований полиции, понимая, что его будут продолжать искать, Анатолий покинул город и пропал без вести.

## Версии гибели
Существуют разные версии дальнейшей судьбы Анатолия Ковалёва, но все они не имеют веских доказательств и документальных подтверждений.
Согласно публикации газеты «Вечерний Ростов» за 1974 год, в госпитале ветеранов и инвалидов ВОВ в Ростове-на-Дону проживал полностью слепой и очень малоконтактный человек, который утверждал, что он член «Молодой гвардии» Анатолий Ковалёв.
Со слов Антонины Титовой, его мать Анастасия Григорьевна подозревала, что Анатолий стал жертвой полковника Анатолия Васильевича Торицина, который расследовал деятельность и гибель «Молодой гвардии». Он много раз вызывал на допрос его мать Анастасию Григорьевну Ковалёву. Своим горем она поделилась с Антониной Титовой: «Тоня! Я знаю, мой сын очень любил тебя. Поэтому и я люблю тебя, как дочь родную. Чует моё сердце, что Торицин отправил моего Толю в концлагеря».
Также, в 1946 году мать Сергея Тюленина «по секрету» рассказала Анастасии Григорьевне, что пришла бумажка, будто бы Анатолий живой. Её дочь в то время работала в МГБ машинисткой, а затем секретарём. Через несколько месяцев она сказала, что Анатолий под Китаем. После этого пошёл слух, что Анатолий будет живой свидетель и расскажет всю правду…

### Воспоминания Антонины Титовой о любимом друге Анатолии Ковалёве
Цитата из интервью.
Анатолия забрали 28 января в два часа ночи. С полицейскими была небольшая худенькая девушка в кожаной шапочке-шлеме. Войдя в землянку, где жили Ковалёвы, она спросила: «Анатолий — это ты?» А потом всё твердила: «Я не виновата, меня заставили». Такую шапочку-шлем у нас в школе носила только Ольга Лядская, с которой я училась в одном классе. Уходя, Анатолий тихо произнёс: «Предупредите Тоню». Анастасия Григорьевна, его мама, разыскала меня и сообщила страшную весть.
31 января ночью зашли в камеру пьяные палачи и сказали: «Собирайтесь». Анатолию помощник начальника полиции Захаров прошипел: «Ты будешь у меня восьмидесятым». Потом вывели полураздетых, избитых во двор, где уже стояли подводы, связали руки проводом и повезли. Молодогвардейцы знали, куда их везут. Анатолий задумал бежать. Всё время за спиной шевелил связанными руками, пока не ослабли узлы, затем, напрягая силы, порвал провод и шепнул сидящему рядом Мише Григорьеву: «Бежим! Я развяжу тебе руки!». Но Миша был очень слаб и ответил, что бежать не может.
С первой подводы молодогвардейцев спиной ставили на самый край шурфа. Среди них была Аня Сопова. Тихо зазвучала песня. Полицейские стали бить прикладами автоматов и толкать в ствол шахты комсомольцев. Анатолий воспользовался тем, что палачи отвлеклись от сидящих на их подводе, прыгнул на помощника начальника полиции Захарова, сбил его с ног и рванулся бежать. В первое мгновение полицейские растерялись, а Анатолий вихрем мчался от места казни. Потом началась погоня, послышались выстрелы. Ковалёв бежал, падал, полз под сугробами, обдирая руки, поднимался и снова бежал. Вдруг почувствовал: что-то ударило в правую руку, попробовал — кровь. На ходу сбросил пиджак, галоши сами слетели с ног. Полураздетый бежал дальше. Полицейские отстали. На бугре, оглядевшись, заметил слабо светившееся окно, подскочил к нему, постучал, но там не открыли. Во втором доме он тихо сказал: «Я партизан, я ранен». За дверью послышалась какая-то возня, а потом всё стихло. Изнемогая, он постучал ещё в одну дверь. Она открылась. Это были пожилые люди Куприяновы. Они втащили обессилевшего и замерзающего Анатолия. Отдохнув и немного перекусив, он в женской одежде, которую ему дали Куприяновы, с котомкой и палкой в руке, пошёл ко мне. Уже рассветало, и Анатолий, как мог, скорее добрался до дома, где жила я.
Десять дней я укрывала своего друга Анатолия Ковалёва. Дни эти остались в памяти, в моём сердце на всю жизнь. Всю жизнь в моих глазах стоит Анатолий с рюкзаком за плечами, его печальные глаза и слова: «Переходи к моим родителям и жди меня. Где бы я ни был, я вернусь к тебе»…
Он не вернулся. Он пропал без вести. Один из храбрейших комсомольцев-молодогвардейцев. Юноша, которым мог бы гордиться Краснодон. Мама Анастасия Григорьевна до самой смерти ждала своего первенца. Ослепла от горя и слёз. Вспоминала недобрым словом следователя КГБ Торицина. По её словам, этот страшный человек уничтожил каким-то образом попавшего к нему Анатолия. Много страшных тайн хранят архивы КГБ, кто и когда раскроет их? Кто расскажет, куда делся «без вести пропавший» Анатолий Ковалёв?

г. Суходольск, Июнь 2003